# Penthe almorensis
Penthe almorensis es una especie de coleóptero de la familia Tetratomidae.

## Distribución geográfica
Habita en la India.